# Thomas H. Rollinson
Thomas H. Rollinson (Ware (Massachusetts), 4 januari 1844 – Waltham (Massachusetts), 23 juni 1928) was een Amerikaans componist, dirigent en kornettist. Voor bepaalde werken gebruikte hij als componist het pseudoniem: Rollin Thomson. 

## Levensloop
Rollison's familie emigreerde van Engeland rond 1830 in de Verenigde Staten. In 1853 vertrok zijn familie naar Willimantic (Connecticut). Thomas speelde aldaar cornet in de Willimantic Brass Band. Rollinson studeerde muziek aan het Providence Conference Seminary in East Greenwich, Kent County (Rhode Island) met als hoofdvak cornet. In 1865 heeft hij afgestudeerd en hij begon straks met het bewerken van klassieke stukken en het componeren van eigen werken. 
Zijn eerste compositie voor blaasorkest schreef hij in 1868 en in 1872 werd hij dirigent van de Willimantic Brass Band. In deze functie bleef hij 10 jaar en hij was tegelijkertijd instructeur, cornettist en organist in de plaatselijke kerk. In 1882 werd hij solo cornettist in de Boston Cadet Band, toen onder leiding van Thomas Baldwin. Van 1883 tot 1892 was hij dirigent van de Waltham Watch Company Band in Waltham (Massachusetts). Deze band was tegelijkertijd regimentskapel van het First Cavalry Regiment of Massachusetts en begeleidde verschillende stapmarsen en parades van het regiment. Daarbij bespeelde Rollinson zijn cornet op zijn paard zittend. 
Vanaf 1887 werkte hij voor de muziekuitgeverij Oliver Ditson Company als arrangeur en verantwoordelijk voor harmonieorkest- en orkestmuziek. Dit werk deed hij tot zijn overlijden. Als arrangeur bewerkte hij rond 1200 stukken en als componist schreef hij 478 eigen werken. Hij schreef quadrilles, polka's, walsen, schottische, airs, ouvertures, romances, fantasieën, polonaises en mazurka's voor harmonieorkest. Voor bijna ieder blaasinstrument schreef hij methodes. 

## Composities

### Werken voor harmonieorkest
- 1881 - 4th Regiment
- 1881 - Hot Shot
- 1881 - Nantasket
- 1881 - Vidette
- 1883 - Bacchanal Galop
- 1884 - Flying Yankee Galop
- 1884 - The Owls
- 1885 - Adjutant Frost's
- 1885 - Collins March
- 1885 - Fantastic Galop
- 1886 - Demon Galop
- 1886 - Honor the Brave (opgedragen aan de G. A. R. (Grand Army of the Republic))
- 1887 - Quartermaster Newton
- 1888 - Boanerges
- 1888 - San Diego March (opgedragen aan de San Diego City Guard Band)
- 1890 - Colonel Frost's
- 1890 - The Pathfinder
- 1891 - Adjutant Locke's
- 1891 - Boston Press Club
- 1891 - Philedian
- 1892 - Nebraska State Band Union
- 1892 - Whiz! Galop
- 1893 - Heroic March
- 1893 - The Silent Steed Galop
- 1900 - A Morning in Noah's Ark, humoristische fantasie in vier delen voor harmonieorkest
- 1903 - The Hunting of the Snark - Epical Parody in Six Cantos
- 1907 - Auld Reekie, Highland Schottische
- Adjutant Keeler
- Captain Keyser
- Captain Prays
- Colonel Lane
- Colonel Sampson
- Columbia, Fantasia Polka voor cornet en harmonieorkest
- Delecta Fantasia
- Escort of the Color
- General Banks
- Golden Trumpets
- Grand Fantasia over "Home sweet home", voor klarinet en harmonieorkest, op. 224
- King of the Track
- Major Kemp
- Major Mathew
- Sir Galahad Commandery
- Sons of Liberty
- The Trolley Mail Galop
- Transcontinental March

### Kamermuziek
- Rocked in the Cradle of the Deep, voor bassaxofoon en piano